# محمد اسماعیل
محمد اسماعیل (انگلیسی: Mohamed Ismail؛ زادهٔ ۲۸ اکتبر ۱۹۵۸) بازیکن بسکتبال اهل مصر بود.